# New York Liberty 2017
La stagione 2017 delle New York Liberty fu la 21ª nella WNBA per la franchigia.
Le New York Liberty vinsero la Eastern Conference con un record di 22-12. Nei play-off persero al secondo turno con le Washington Mystics (1-0).

## Roster
| N° | Naz.                   | Ruolo | Sportivo             | Anno | Alt. | Peso |
| -- | ---------------------- | ----- | -------------------- | ---- | ---- | ---- |
| 1  | Stati Uniti (bandiera) | G     | Shavonte Zellous     | 1986 | 178  | 85   |
| 4  | Canada (bandiera)      | AC    | Nayo Raincock-Ekunwe | 1991 | 188  | 79   |
| 5  | Stati Uniti (bandiera) | G     | Chelsea Hopkins      | 1990 | 173  | 63   |
| 7  | Stati Uniti (bandiera) | C     | Kia Vaughn           | 1987 | 193  | 90   |
| 8  | Stati Uniti (bandiera) | G     | Bria Hartley         | 1992 | 173  | 66   |
| 9  | Australia (bandiera)   | A     | Rebecca Allen        | 1992 | 188  | 74   |
| 10 | Stati Uniti (bandiera) | G     | Epiphanny Prince     | 1988 | 175  | 76   |
| 12 | Stati Uniti (bandiera) | G     | Lindsay Allen        | 1995 | 173  | 65   |
| 14 | Stati Uniti (bandiera) | G     | Sugar Rodgers        | 1989 | 175  | 73   |
| 15 | Stati Uniti (bandiera) | G     | Brittany Boyd        | 1993 | 175  | 71   |
| 17 | Svezia (bandiera)      | C     | Amanda Zahui         | 1993 | 196  | 113  |
| 21 | Stati Uniti (bandiera) | A     | Cierra Burdick       | 1993 | 188  | 78   |
| 22 | Stati Uniti (bandiera) | G     | Ameryst Alston       | 1993 | 175  | 81   |
| 31 | Stati Uniti (bandiera) | C     | Tina Charles         | 1988 | 193  | 90   |
| 41 | Stati Uniti (bandiera) | C     | Kiah Stokes          | 1993 | 191  | 86   |

## Staff tecnico
- Allenatore: Bill Laimbeer
- Vice-allenatori: Katie Smith, Herb Williams
- Preparatore atletico: Rosemary Ragle
- Preparatore fisico: Kevin Duffy